# Nederlandse veestapel
De Nederlandse veestapel is een belangrijk aspect van de veeteelt in Nederland. Nederland heeft al sinds de 16e eeuw een relatief grote veestapel vergeleken met andere landen. Een veestapel is de hoeveelheid vee in een bepaald gebied of op een bepaald boerenbedrijf. De grootte van de veestapel is onder andere relevant voor de economie, de milieu-impact van de uitstoot van broeikasgassen en het waarborgen van het dierenwelzijn.

## Geschiedenis

### Verschuiving van graanproductie naar veeteelt 1500–1650

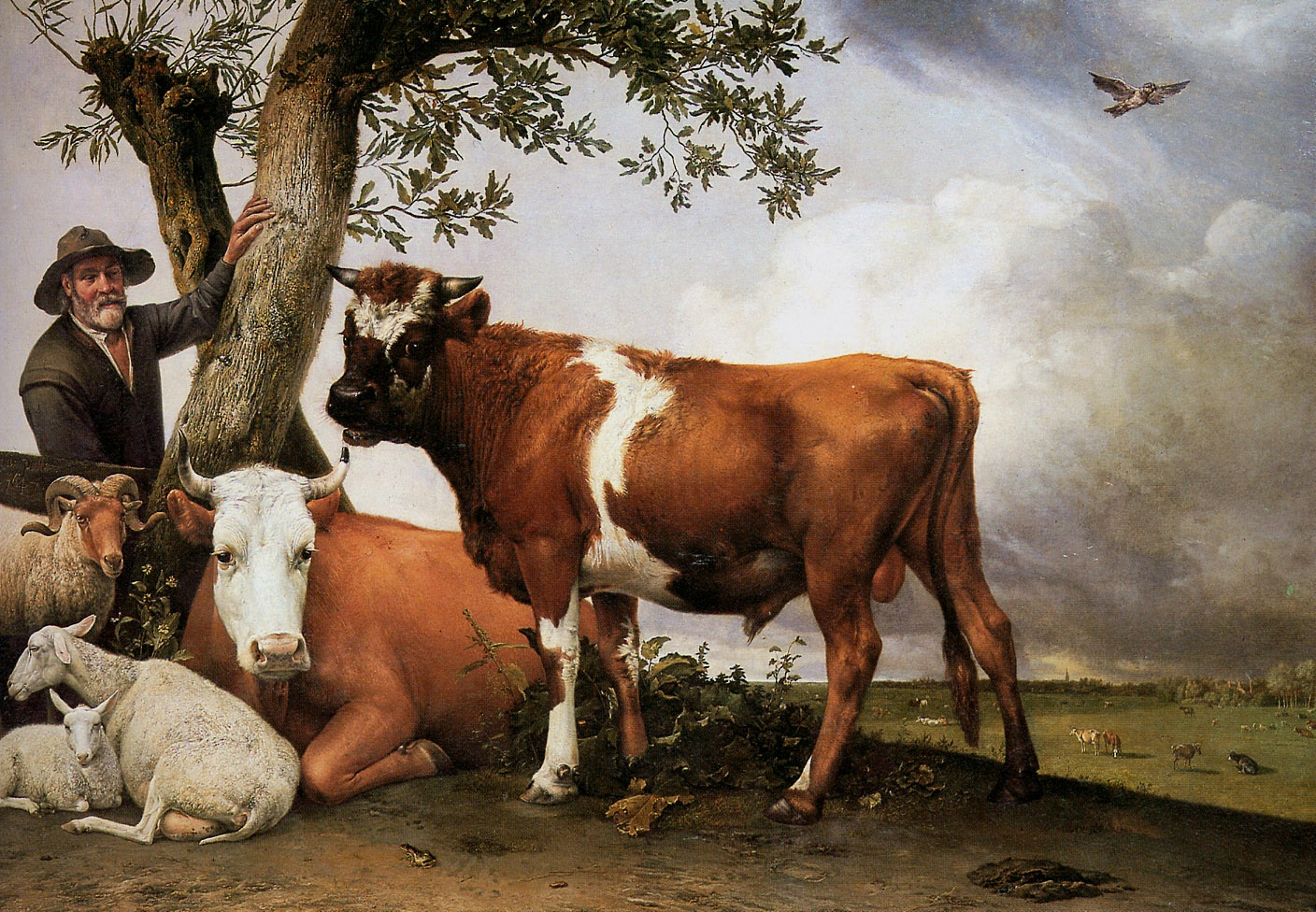
De stier (1647) van Paulus Potter is een voorbeeld van een 17e-eeuws schilderij met daarin een landschap met vee.

Rond 1500 was de veehouderij al de belangrijkste tak van de landbouw in de kustprovincies van het latere Nederland (vanaf 1581/1648 onafhankelijk als de Republiek der Zeven Verenigde Nederlanden), maar nog relatief kleinschalig vergeleken met de 17e eeuw en er was ook nog vrij veel akkerbouw. De gemiddelde boer in Noord- en Zuid-Holland had volgens de Informacie van 1514 hooguit 4 tot 6 runderen; het kwam zeldzaam voor dat een boer meer dan 10 runderen hield. Door enorme bevolkingsgroei werd de economie van de Lage Landen sterk afhankelijk van de graanhandel met de Baltische staten, die zo belangrijk werd dat deze de "moedernegotie" zou worden genoemd. Na 1550 stegen de graanprijzen zodanig (in bijvoorbeeld Leiden was graan rond 1650 acht keer zo duur als rond 1500) dat de Baltische graanimport de Nederlandse markt overspoelde (een van de redenen waardoor Amsterdam de stapelmarkt van Europa werd), waar Nederlandse boeren slecht mee konden concurreren bij gebrek aan grote, vruchtbare arealen. Tegelijkertijd stegen de prijzen van zuivelproducten zoals boter en kaas sneller, dus hadden veel boeren in provincies zoals Friesland, Holland en Utrecht een motief om over te schakelen van akkerbouw naar veeteelt. Omdat graan voor boeren een grotendeels onrendabel product werd in deze streken, groeide de Nederlandse veestapel tussen 1500 en 1650 sterk, terwijl de akkerbouw afnam. In dezelfde periode werd Noord-Holland het belangrijkste vetweiderijgebied van Noordwest-Europa; jaarlijks werden er tienduizenden ossen vetgeweid en geslacht voor consumptie in de steden of als zoutvlees voor bevoorrading van schepen zoals de vloot van de Vereenigde Oostindische Compagnie (VOC). Veel runderen werden buiten de Republiek opgefokt, met name in Denemarken en Noordwest-Duitsland, vanuit die gebieden naar Nederland verscheept of over de landroute gedreven om aldaar te worden vetgeweid en geslacht. Zo werden er in de eerste decennia van de 17e eeuw ook jaarlijks duizenden runderen, met name ossen, als mager slachtvee uit Denemarken en Noordwest-Duitsland naar de Republiek geïmporteerd.
Volgens een veetelling van 1526 waren er op de Veluwe 111.000 schapen (op de Midden-Veluwe was dat gemiddeld 65 schapen per bedrijf) en 13.000 paarden. De Veluwse schapenteelt was met name gericht op wolproductie ten behoeve van de inlandse wolnijverheid. Omstreeks 1820 was het aantal schapen op de Veluwe teruggelopen tot ongeveer 40.000 en het aantal paarden tot 6.000. Deze afname van de Veluwse veestapel is onder meer te verklaren doordat veel veeboeren vanwege de stijgende graanprijzen overschakelden naar akkerbouw (waarschijnlijk nog voor 1650), waarvoor de Veluwe geschikte bodems had, terwijl de schapenhouderij voor een belangrijk deel verplaatste naar de oostelijke zandgronden zoals in Drenthe. De midden-17e-eeuwse landbouw in Drenthe werd nog steeds gedomineerd door akkerbouw, maar er was ook een belangrijke rol weggelegd voor extensieve slachtveeteelt, zoals het weiden van ossen op de heidegronden (4 tot 5 jaar), om ze vervolgens in de zomermaanden op de betere Hollandse weiden vet te weiden, te verhandelen en te slachten voor consumptie. In de eerste helft van de 17e eeuw exporteerde Drenthe jaarlijks 3000 tot 5000 ossen. Verder werden er in Drenthe veel paarden gefokt die met name in Friesland en Groningen werden verkocht om daar verder te worden opgefokt en doorverkocht. De schapenstapel was kwetsbaar voor leverbotziekte, met name de leverbotepidemie van 1621–1622, toen er in Drenthe bijna 43.000 schapen stierven.

### Krimp veestapel 1650–1800
De Nederlandse veestapel kromp sterk tussen 1650 en 1750 door dalende prijzen voor landbouwproducten en stijgende kosten van onder andere arbeidslonen en rundveebelasting. Veel Friese boeren verlaagden daarom eind 17e eeuw hun boterproductie door hun melkveestapel te verkleinen, waardoor ze relatief dure inwonende arbeidskrachten konden ontslaan en minder rundveebelasting hoefden te betalen. Daartegenover vergrootten ze hun hooiproductie en -export, waarvoor ze goedkopere seizoensarbeiders (zoals de hannekemaaiers uit Westfalen) konden inhuren en waardoor ze minder belasting hoefden te betalen. Een nadeel was dat de kleinere veestapel minder mest opleverde en daardoor de kwaliteit van het grasland afnam. In dezelfde periode verlegden veel Utrechtse en Zuid-Hollandse kaasboeren, die van oudsher ook veel hennep verbouwden (een grondstof voor touw- en zeilmakerij), hun focus van zuivel naar hennep vanwege de dalende zuivelopbrengsten. De melkveestapel werd ingeperkt en de kaasproductie verkleind. Zo liep de jaarlijkse aanvoer van kazen op de markt van Gouda terug van 6,4 miljoen pond in 1671–1680 tot 2,7 miljoen pond rond 1750. Drentse boeren verhoogden hun graanproductie (met name rogge) en reduceerden hun rundveestapel, hoewel ze hun aantallen schapen uitbreidden – nu niet zozeer voor wol, maar voor mestproductie. Begin 17e eeuw hadden Drentse boerderijen nog gemiddeld 24 runderen; bij de Veefondstelling van 1800 waren dat er 7. Het Veefonds was overigens opgericht in 1799 door de Bataafse Republiek om veeboeren te compenseren als hun vee moest worden geruimd om de verspreiding van runderpest tegen te gaan. Massale rundersterfte door de runderpest was een belangrijke reden voor Drentse boeren om hun schapenstapel uit te breiden om hun mestproductie veilig te stellen, aangezien de schapen immuun waren voor de runderpest.

### Industriële Revolutie
Door de Industriële Revolutie begon in West-Europa de demografische transitie: de bevolking nam flink toe en daarmee ook de vraag naar voedsel. In Engeland, waar deze ontwikkeling het eerst gebeurde, dreigden voedseltekorten te ontstaan en daarom schafte men in 1840 alle invoerrechten af, hetgeen de prijs voor de export van landbouwproducten van Nederland naar Engeland enorm verlaagde. De export werd daardoor geweldig gestimuleerd en Engeland werd al snel de belangrijkste afzetmarkt voor Nederlandse boeren. Van 1838 groeide de export van Nederlandse runderen naar Engeland van minder dan 8.000 tot ruim 153.000 in 1864 (bijna 20 keer zoveel), terwijl de schapenexport explodeerde van 14.000 in 1838 tot 427.000 in 1875. Omdat de Engelse bevolking vooral om schapenvlees vroeg, verschoof de focus van de Nederlandse schapenhouderij ook van kaasproductie naar vleesproductie. Boeren op de Nederlandse zandgronden vergrootten ook hun boter- en varkensvleesproductie in onder meer Zuidwest-Drenthe, waardoor Meppel vrij plotseling een van de grootste boter- en biggenmarkten van het land werd. Tussen 1886 en 1903 vervijfvoudigde de export van varkensvlees van Nederlandse zandboeren naar Engeland, waar zij bijna de gehele varkensvleesmarkt in handen kregen. Varkens bestemd voor de Engelse markt (die bekend werden als "Londense biggen") konden ergens op een exportslachterij op de Nederlandse zandgronden worden geslacht en het vlees dankzij het recent aangelegde spoorwegennet 's avonds en 's nachts per trein en nachtboot worden vervoerd en de volgende dag al op Smithfield zijn, de bekende Londense vleesmarkt. De Nederlandse boter werd eind 19e eeuw echter weggeconcurreerd door kwalitatief betere Normandische en Deense boter; het aandeel Nederlandse boter op de Engelse markt liep terug van 39% in 1860 tot minder dan 8% in 1890.

### 21e eeuw

#### Mestproductie
Tussen 1980 en 2015 nam de mestproductie van vee geleidelijk af, met name doordat er minder melkkoeien gehouden werden en meer kleine dieren werden gehouden die minder mest produceren, zoals geiten en kalveren. In 1984 voerde de Europese Unie melkquota in om te voorkomen dat er een melkoverschot zou ontstaan. Omdat er echter in de jaren 2010 wereldwijd een groeiende vraag was naar melk, werden de quota in 2014 afgeschaft, waarop boeren in EU-landen zoals Nederland hun melkveestapel gingen uitbreiden. Hiermee nam de mestproductie weer licht toe. Het aantal geiten neemt als enige diersoort in de veestapel nog steeds toe. De andere soorten laten over de decennia genomen nog steeds af.

#### Methaanuitstoot
Hoewel de veestapel methaan uitstoot, is het vooral het gebruik van fossiele brandstof en vrijkomende methaan bij het ontdooien van permafrost, en ook bijvoorbeeld moerasgebieden als veengronden, dat bijdraagt aan klimaatverandering, zo blijkt het het klimaatrapport van IPCC (Intergovernmental Panel on Climate Change). Als de methaanuitstoot door techniek en vermindering van de rundveestapel gereduceerd wordt, heeft dit een snel effect op het broeikasgaseffect. Het IPCC-rapport laat ten onrechte de biogene koolstofcyclus buiten beschouwing, zoals onderzocht door de universiteit van Oxford en Californië. Het methaan dat door dieren wordt uitgestoten, dat na 10 tot 12 jaar in CO2 transformeert en vervolgens weer opgenomen wordt door planten, die op hun beurt weer dienen als veevoer voor runderen en andere landbouwhuisdieren. Deze cyclus bestaat al eeuwenlang en zolang de wereldwijde rundveestapel niet verder toeneemt, is er geen additionele uitstoot van methaan. Mitloehner van de Universiteit van Californië wijst er tegelijk op dat, voor het beperken van de klimaatopwarming, het van belang is om de uitstoot van alle soorten broeikasgas te beperken. Dat geldt ook voor methaan dat gedurende zijn levensduur een veel sterkere werking heeft dan CO2. Daarnaast wordt er door milieu-organisaties op gewezen, dat een grote veestapel nog andere problemen veroorzaakt. Naast stikstofoxiden kan daarbij gedacht worden aan het grote landoppervlak dat nodig is voor het telen van veevoer, waarvoor ook tropische bossen zijn gekapt. Bovendien bevat veevoer deels granen en soja die voor directe menselijke consumptie geschikt zijn en wordt veel water gebruikt. Bij de omzetting van voer in zuivel en vlees vindt ook een verlies aan calorieën en eiwitten plaats. De aanvoer van krachtvoer over grote afstand betekent ook CO2 uitstoot.

## Inkrimping

### Partijstandpunten en onderzoeken (2017–2018)
In de aanloop naar de Tweede Kamerverkiezingen 2017 lieten zeven partijen hun plannen doorberekenen door het Planbureau voor de Leefomgeving (PBL). De VVD en de Vrijzinnige Partij wilden de veestapel ongewijzigd laten, de andere vijf wilden de veestapel laten krimpen. Wat betreft de melkveestapel voorzag de ChristenUnie een reductie van 10%, de PvdA en SP een reductie van 20%, D66 25% en GroenLinks 30%. CU wilde geen krimp in de intensieve sectoren, de andere vier partijen wel. De Partij voor de Dieren (PvdD), de PVV en de zogenaamde 'boerenpartijen' CDA en SGP lieten hun plannen niet doorberekenen. Overigens wilde de PvdD de veestapel wel met 70% inkrimpen.
De landbouw stootte anno 2018 jaarlijks zo’n 26 megaton aan broeikasgassen uit, wat neerkomt op circa 10% van de totale emissie van Nederland. Volgens het Klimaatakkoord van Parijs (2015) moet dit in 2030 met 3,5 megaton lager zijn. Onder meer de Raad voor de leefomgeving en infrastructuur (april 2018), het Planbureau voor de Leefomgeving en de Wetenschappelijke Raad voor het Regeringsbeleid kwamen daarom eind jaren 2010 in adviezen aan de regering tot de conclusie dat in Nederland minder dieren gehouden zouden moeten worden en Nederlanders minder vlees zouden moeten eten.
Uit onderzoek van het Kieskompas en Greenpeace bleek in oktober 2018 dat 54% van de Nederlanders het eens was met de stelling ‘Om de uitstoot van broeikasgassen te verminderen moet het aantal koeien, varkens en kippen in de veehouderij worden verminderd’, terwijl 25% het oneens was en 21% neutraal. Een nog veel groter aandeel van de geënquêteerden, namelijk 67%, was bereid om minder vlees te eten om schade aan het milieu te beperken. Met uitzondering van aanhangers van de PVV en de SGP, vond de meerderheid van kiezers van alle partijen dat Nederlandse veestapel moest worden gereduceerd.

### Voorstel tot halvering vanwege stikstofcrisis (2019)
| kippen   | 97 miljoen  |
| varkens  | 12 miljoen  |
| runderen | 3,9 miljoen |
| geiten   | 0,6 miljoen |

Op 29 mei 2019 werd het Programma Aanpak Stikstof van de overheid ongeldig verklaard door de Raad van State, omdat dit in strijd was met Europese rechtsgeldige normen om de milieuschade veroorzaakt door stikstof te verminderen. Dit veroorzaakte de stikstofcrisis: sindsdien lagen allerlei projecten stil, vooral in de woningbouw, en zocht de regering-Rutte III naar een oplossing. Op 9 september 2019 kwam Kamerlid Tjeerd de Groot van regeringspartij D66 met het radicale voorstel om de veestapel van Nederland te halveren om zo de vereiste stikstofvermindering te halen. Hij wees erop dat 70% van de binnenlandse stikstofuitstoot uit de landbouw komt en daarbinnen vooral de intensieve veehouderij (volgens Nieuwsuur 45% van alle stikstofemissies), terwijl die minder dan 1% van de Nederlandse economie bedraagt. De Groot stelde in plaats daarvan dat veel veeboeren de keuze zullen moeten maken om over te gaan op kringlooplandbouw of om met hun bedrijf te stoppen; in beide gevallen zou de overheid de boeren moeten helpen.
Het voorstel werd niet gesteund door coalitiepartners VVD, CDA en CU en vormde de directe aanleiding voor het boerenprotest op 1 oktober 2019. Tijdens dat protest sprak Minister van Landbouw Carola Schouten (ChristenUnie) de boeren toe en zei daarbij: 'Zo lang als ik minister van Landbouw ben, betekent dat, dat er wat mij betreft geen halvering van de veestapel komt'. In de speech die haar ministerie later online zette, stond echter 'geen gedwongen halvering', ook al sprak Schouten het woord 'gedwongen' niet uit. Een woordvoerder van Schouten stelde dat het verschil irrelevant was: 'Die halvering van de veestapel gaat er niet komen, gedwongen of niet.'
| melkgeiten                         | +92% |
| overige runderen (vooral vleesvee) | +6%  |
| kippen                             | +3%  |
| melkkoeien en jongvee              | -5%  |
| varkens                            | -8%  |
| schapen                            | -22% |

Niettemin presenteerde de commissie-Remkes op 25 september haar rapport waarin er bij de regering werd aangedrongen op noodmaatregelen om zo snel mogelijk de stikstofuitstoot in met name de veehouderij, het verkeer, de bouw en de industrie drastisch te reduceren. Op 30 september waren het kabinet en de coalitiepartijen druk aan het onderhandelen over hoe er naar aanleiding van het rapport van de commissie-Remkes, wier hoofdlijnen zij onderschreven, beleidsmaatregelen moesten worden genomen. Door de complexiteit van de kwestie werd verwacht dat het nog wel weken zou duren voordat er overeenstemming over oplossingen zou worden bereikt.
In juli 2021 stelde het CDA, van oudsher een 'boerenpartij', in een nieuwe landbouwvisie voor het eerst voor om de veestapel in te krimpen om zo tegen 2030 de stikstofuitstoot te halveren (ambitieuzer dan demissionair kabinet-Rutte III, dat tegen 2030 een stikstofreductie van 26% had afgesproken). Daarbij werd niet gerept van een inkrimpingspercentage en ook benadrukt dat er geen boeren mochten worden gedwongen om te stoppen, maar dat er wel meer geld moest worden besteed aan het uitkopen van boeren die dat wilden en aan het stimuleren van de overblijvende boeren om natuurvriendelijker te opereren.